# Iso Pihtijärvi
Iso Pihtijärvi är en sjö i Finland. Den ligger i kommunen Enare i landskapet Lappland, i den norra delen av landet, 900 km norr om huvudstaden Helsingfors. Iso Pihtijärvi ligger 156,2 meter över havet. Arean är 26,7 hektar och strandlinjen är 5,66 kilometer lång. Sjön  ingår i Pasvik älvs huvudavrinningsområde. 